# Parkitect
Parkitect es un videojuego de construcción y gestión desarrollado y publicado por Texel Raptor. Después de una exitosa campaña de Kickstarter y un período beta de acceso anticipado de dos años, el juego se lanzó el 29 de noviembre de 2018. Parkitect simula la gestión de un parque de atracciones, similar a la serie RollerCoaster Tycoon.

## Jugabilidad
La premisa del juego es construir un parque temático. Similar a la serie RollerCoaster Tycoon, el jugador debe construir atracciones, administrar el parque y mantener felices a sus invitados. El jugador puede contratar personal para satisfacer las necesidades del parque. Parkitect presenta varios aspectos que se diferencian de la serie clásica RollerCoaster Tycoon, incluidos edificios para el personal, depósitos de recursos y áreas ocultas solo para el personal. Además, el juego presenta un sistema de mapas ramificados dentro de su modo campaña.

## Desarrollo
En marzo de 2014, comenzó el desarrollo como un intento de simular la física de una montaña rusa, antes de decidir convertirlo en un juego de simulación de parque completo. El 1 de junio de 2014, Sebastian Mayer publicó una captura de pantalla del juego aún por titular en Reddit. Texel Raptor lanzó el Kickstarter del juego el 22 de agosto de 2014 como Parkitect. Para septiembre de 2014, la campaña había recaudado más de US$ 63 730. A partir de entonces, Texel Raptor publicó imágenes y estadísticas semanales sobre el desarrollo del juego. Texel Raptor lanzó el pre-alfa para aquellos que reservaron y respaldaron el juego en septiembre de 2015. En abril de 2016, Texel Raptor anunció que Parkitect se lanzaría como un juego de acceso anticipado en Steam el 5 de mayo de 2016. El juego se lanzó por completo con acceso anticipado el 29 de noviembre de 2018.
Un paquete de expansión, Taste of Adventure, se lanzó el 20 de noviembre de 2019. En diciembre de 2020, se lanzó de forma gratuita un modo multijugador cooperativo con capacidad para hasta ocho jugadores. La segunda expansión del juego, Booms & Blooms, se lanzó el 2 de septiembre de 2020.

## Recepción
El juego recibió "críticas generalmente positivas", según el agregador de reseñas Metacritic. Alex Donaldson de VG247 elogió el juego y afirmó que el juego está conectado "a los dos primeros juegos RCT basados en sprites [ya que] Planet Coaster [está conectado] a las entradas 3D posteriores". Dos años después del lanzamiento de Parkitect en Early Access, Ellen McGrody de PC Gamer señaló que el juego "ha pasado de ser una simple recreación del simulador de montaña rusa isométrica a una evolución del mismo". Justo antes del lanzamiento del juego, Matt Wales de Eurogamer escribió que el juego ya poseía una escena de modding "próspera".